# Han Guifei
Dans ce nom chinois, le nom de famille, Han, précède le nom personnel.
Han Guifei (chinois simplifié : 韩贵飞), né le 15 décembre 1986 dans le Hebei, est un archer chinois, médaillé d'argent lors des Jeux de Paris 2024.

## Biographie
Han Guifei est né dans une famille paysanne 
Han Guifei a perdu l'usage de ses jambes en 2005 lors d'un accident dans une usine, où il s'est retrouvé enseveli par des planches. En 2006, pendant sa rééducation, il découvre le rugby fauteuil à Pékin. Il intègre l'équipe nationale en 2007, et participe pour la première fois aux Jeux paralympiques en 2008 à Pékin, en participant à l'épreuve de rugby fauteuil avec l'équipe de Chine.
Il cesse le rugby après les Jeux de Pékin. Il découvre le tir à l'arc handisport en 2014.
Il participe à nouveau aux Jeux paralympiques en 2024 à Paris, dans l'épreuve de tir à l'arc en W1. Classé cinquième à l'issue du tour de classement, il se hisse en finale en battant son compatriote Zhang Tianxin. Il est finalement battu par l'Américain Jason Tabansky sur la dernière flèche de la dernière volée et remporte la médaille d'argent.

## Palmarès
- Jeux paralympiques
  -  Médaille d'argent en W1 à Paris en 2024
- Championnats du monde
  -  Médaille d'or par équipe à Plzen en 2023 avec Zhang Tianxin
  -  Médaille d'argent par équipe à 's-Hertogenbosch en 2019 avec Li Ji et Zhang Tianxin
  -  Médaille d'argent par équipe mixte Donaueschingen en 2015 avec Guo Ying
  -  Médaille de bronze par équipe Donaueschingen en 2019 avec Wang Zhusheng et Liu Huanan
- Championnats d'Asie
  -  Médaille de bronze en W1 à Bangkok en 2023
- Jeux asiatiques
  -  Médaille d'or en W1 par équipe à Hangzhou en 2022 avec Zhang Tianxin
  -  Médaille d'argent en W1 à Hangzhou en 2022
  -  Médaille d'argent en W1 par équipe mixte à Hangzhou en 2022 avec Chen Minyi